# 히가시코이즈미역
히가시코이즈미역(일본어: 東小泉駅, ひがしこいずみえき)은 일본 군마현 오라군 오이즈미정에 있는 도부 철도 고이즈미 선의 역이다. 역 번호는 TI 44이다.
고이즈미 선은 본 역에서 다테바야시 ~ 니시코이즈미 간의 본선과 오타 방향의 지선이 분기하는 역으로, 오타 방향과 다테바야시, 니시코이즈미 방면은 본 역에서 환승이 된다.

## 역사
- 1941년 12월 1일: 오타 ~ (현)히가시코이즈미 구간이 1941년 6월 1일에 개통하면서 고이즈미 신호소로 개업.
- 1942년 4월: 히가시고이즈미역으로 변경하고 여객 영업 개시(대신 고이즈미마치 역에서 여객 영업 중단).
- 1955년: 여객 영업을 폐지하고 다시 신호장으로 격하(대신 고이즈미마치 역에서 여객 영업 재개).
- 1977년: 니시오라 고등학교의 개교와 함께 여객 영업 재개.
- 2012년 3월 17일: TI 44의 역 번호 도입.

## 역 구조
섬식 승강장 1면 2선의 지상역이다. 역사는 선로 남쪽에 위치하고 승강장은 과선교에 의하여 연결된다. 승강장과 역사 사이는 어느 정도의 공간이 있다. 니시코이즈미 방향에 대합실, 다테바야시 방향에는 화장실이 각각 설치되어 있다.
통상으로는, 역사 건너편의 2번 선에 오타 방면 회송 열차가 발착하고 1번 선에는 다테바야시 ~ 니시코이즈미 구간의 열차가 발착한다.

### 승강장
| 번호 | 노선        | 방향 | 행선                  |
| ---- | ----------- | ---- | --------------------- |
| 1    | 고이즈미 선 | 하행 | 니시코이즈미 방면     |
| 1    | 고이즈미 선 | 상행 | 다테바야시 방면       |
| 2    | 고이즈미 선 | 지선 | 오타 방면             |
| 2    | 고이즈미 선 | 상행 | 다테바야시 방면(일부) |

## 역 주변
역사 옆에 공중전화가 있고 역전 광장에는 로터리가 있다. 남쪽에는 주택이 많다. 역 부지의 바로 옆에는 선로에 따른 형태로 주택들이 나란히 있다.
- 국도 제354호선
- 오이즈미 경찰서
- 군마 현립 니시오라 고등학교
- 오이즈미 정립 히가시 초등학교
- 신오라 병원
- 미쇼사쿠 공원
- SUBARU 오이즈미 기숙사

## 인접역
| 도부 철도 고이즈미 선(본선)    | 도부 철도 고이즈미 선(본선) | 도부 철도 고이즈미 선(본선)          |
| ------------------------------ | --------------------------- | ------------------------------------ |
| TI 43 시노즈카 다테바야시 방면 |                             | 고이즈미마치 TI 45 니시코이즈미 방면 |
| 도부 철도 고이즈미 선(지선)    |                             |                                      |
| 시·종착역                      |                             | 류마이 TI 47 오타 방면               |